# Wilhelm Housselle
Wilhelm Housselle (* 5. April 1841 in Elbing; † 24. September 1910 in Potsdam) war ein deutscher Architekt und Eisenbahnbaumeister.

## Leben und Werk
Wilhelm Housselle war der Sohn eines hugenottischen Arztes, heiratete 1868 Frida Haak und hatte mindestens einen Sohn, Otto, späterer Regierungsrat in Potsdam. 1854 zog die Familie nach Stralsund und 1856 nach Berlin. Dort machte Housselle 1858 Abitur am Friedrich-Wilhelm-Gymnasium, studierte von 1858 bis 1861 an der Bauakademie mit abschließender Bauführerprüfung. Danach arbeitete er bei Friedrich Adler bei der Bergisch-Märkischen Eisenbahn. 1866 bekam er den Schinkelpreis des Architektenvereins und reiste nach Tirol. 
1867 machte er das Baumeisterexamen und unternahm Reisen nach Holland, Belgien, Frankreich und England. Von Januar 1868 bis 1871 war er bei der Deutschen Eisenbahngesellschaft in Berlin unter Ernst Dircksen beim Ringbahnbau tätig. Weitere Tätigkeiten folgten von Juli 1871 bis März 1874 bei der Anhalter Eisenbahngesellschaft, bei der er am Umbau des Anhalter Bahnhofs mitarbeitete, von 1874 bis Januar 1877 als Eisenbahnbaumeister in Saarbrücken, verantwortlich für den Bau der Mosel- und der Fischbachbahn, und von 1877 bis 1901 bei der Königlichen Eisenbahndirektion Berlin, anfangs als Eisenbahnbau- und Betriebsinspektor, ab Januar 1886 als Regierungs- und Baurat und ab April 1891 auch als Direktionsmitglied. Von 1874 bis 1883 war er, wiederum bei Ernst Dircksen, am Bau der Berliner Stadtbahn vom Schlesischen Bahnhof nach Charlottenburg beteiligt. 1886 war er Mitherausgeber des Werkes „Berlin und seine Bauten“. 1901 trat er in den Ruhestand. In den Jahren 1880 bis 1889 und 1893 bis 1896 war er Vorstandsmitglied des Architektenvereins.